# Bromfield (Shropshire)
Bromfield – wieś w Anglii, w hrabstwie Shropshire. Leży 36 km na południe od miasta Shrewsbury i 206 km na północny zachód od Londynu.